# Quintanar del Rey
Quintanar del Rey ist eine Stadt mit 7.484 Einwohnern (Stand: 2024) in der Provinz Cuenca in der Autonomen Region Kastilien-La Mancha.

## Geographie
Die Stadt liegt an den Ufern des Flusses Valdemembra, eines Nebenflusses des Júcar. Sie liegt 47 Kilometer von Albacete entfernt, zwischen den Ortschaften Villanueva de la Jara, Casasimarro, Tarazona de la Mancha und Villagarcía del Llano.

## Bevölkerungsentwicklung
| 1842 | 1900 | 1950 | 1981 | 1991 | 2001 | 2011 |
| ---- | ---- | ---- | ---- | ---- | ---- | ---- |
| 2959 | 3214 | 5150 | 5401 | 5809 | 6575 | 7742 |